# Sauchay
Sauchay település Franciaországban, Seine-Maritime megyében. Lakosainak száma 448 fő (2022. január 1.). Sauchay Ancourt, Bellengreville és Petit-Caux községekkel határos.

## Népesség
A település népessége az elmúlt években az alábbi módon változott:
| Lakosok száma | 410  | 410  | 416  | 415  | 417  | 431  | 438  | 441  | 448  |
|               | 2013 | 2015 | 2016 | 2017 | 2018 | 2019 | 2020 | 2021 | 2022 |